# 河滨街道 (浦城县)
河滨街道是中国福建省南平市浦城县下辖的一个街道。

## 历史沿革
浦城县南浦镇、“水南乡”建制撤销，析出莲塘镇部分区域，整合设立南浦街道和河滨街道。

## 行政区划
河滨街道共辖5个社区、3个行政村，分别是：
水南社区、爱民社区、胜利社区、建设社区、莲花社区、北山排村、宝山村、李梅村。